# Маркус Ериксон (кошаркаш)
Маркус Ериксон (швед. Marcus Eriksson; Упсала, 5. децембар 1993) је шведски кошаркаш. Игра на позицијама бека и крила, а тренутно наступа за берлинску Албу.

## Каријера
Ериксон се 2010. године из родне Шведске преселио у Шпанију и прикључио млађим категоријама Манресе, а током сезоне 2010/11. забележио је и прве наступе за сениорску селекцију овог клуба.
У августу 2011. године потписао је за Барселону и под уговором са њом био је наредних шест сезона. У сезонама 2011/12. и 2012/13. играо је за Б тим Барселоне. Сезону 2013/14. провео је на позајмици у Манреси. Читаву сезону 2014/15. пропустио је због повреда предњих укрштених лигамената и менискуса. На НБА драфту 2015. године одбрали су га Атланта хокси у другој рунди као укупно 50. пика. У дресу Барселоне освојио је Суперкуп Шпаније за 2015. годину.
У јулу 2017. године потписао је за Гран Канарију.

## Успеси

### Клупски
- Барселона:
  - Суперкуп Шпаније (1): 2015.